# Conopomorpha chionochtha
Conopomorpha chionochtha là một loài bướm đêm thuộc họ Gracillariidae. Loài này có ở Nam Úc.